# Liste des plus anciennes mosquées
 (avril 2021).
La mise en forme du texte ne suit pas les recommandations de Wikipédia : il faut le « wikifier ».
Les points d'amélioration suivants sont les cas les plus fréquents. Le détail des points à revoir est peut-être précisé sur la page de discussion.
- Les titres sont pré-formatés par le logiciel. Ils ne sont ni en capitales, ni en gras.
- Le texte ne doit pas être écrit en capitales (les noms de famille non plus), ni en gras, ni en italique, ni en « petit »…
- Le gras n'est utilisé que pour surligner le titre de l'article dans l'introduction, une seule fois.
- L'italique est rarement utilisé : mots en langue étrangère, titres d'œuvres, noms de bateaux, etc.
- Les citations ne sont pas en italique mais en corps de texte normal. Elles sont entourées par des guillemets français : « et ».
- Les listes à puces sont à éviter, des paragraphes rédigés étant largement préférés. Les tableaux sont à réserver à la présentation de données structurées (résultats, etc.).
- Les appels de note de bas de page (petits chiffres en exposant, introduits par l'outil «  Source ») sont à placer entre la fin de phrase et le point final[comme ça].
- Les liens internes (vers d'autres articles de Wikipédia) sont à choisir avec parcimonie. Créez des liens vers des articles approfondissant le sujet. Les termes génériques sans rapport avec le sujet sont à éviter, ainsi que les répétitions de liens vers un même terme.
- Les liens externes sont à placer uniquement dans une section « Liens externes », à la fin de l'article. Ces liens sont à choisir avec parcimonie suivant les règles définies. Si un lien sert de source à l'article, son insertion dans le texte est à faire par les notes de bas de page.
- La présentation des références doit suivre les conventions bibliographiques. Il est recommandé d'utiliser les modèles {{Ouvrage}}, {{Chapitre}}, {{Article}}, {{Lien web}} et/ou {{Bibliographie}}. Le mode d'édition visuel peut mettre en forme automatiquement les références.
- Insérer une infobox (cadre d'informations à droite) n'est pas obligatoire pour parachever la mise en page.

Pour une aide détaillée, merci de consulter Aide:Wikification.
Si vous pensez que ces points ont été résolus, vous pouvez retirer ce bandeau et améliorer la mise en forme d'un autre article.
La désignation des plus anciennes mosquées du monde nécessite une utilisation prudente des définitions et doit être divisée en deux parties, la plus ancienne dans le sens du plus ancien bâtiment survivant et la plus ancienne dans le sens de la plus ancienne congrégation de mosquées. Même ici, il y a la distinction entre les lieux anciens qui ont été utilisés continuellement comme mosquées et ceux qui ont été convertis à d'autres fins; et entre les bâtiments qui ont été utilisés en permanence comme mosquées et ceux qui ont été fermés pendant de nombreuses décennies. En termes de congrégations, elles se distinguent entre les premières congrégations établies qui ont existé de façon continue et les premières congrégations qui ont cessé d'exister. Notez que les principales régions, telles que l'Afrique et l'Eurasie, sont triées par ordre alphabétique, tandis que les régions mineures, telles que l'Afrique du Nord-Est et du Maghreb en Afrique, l'Arabie et l'Asie du Sud en Eurasie, sont triées selon les dates auxquelles leurs premières mosquées auraient été établies, plus ou moins, à l'exception de celles qui sont mentionnées par leur nom dans le Coran.
Pour être répertorié ici, un site doit:
- être la plus ancienne mosquée d'un pays, une grande ville (top 50) ou la plus ancienne de son type (dénomination, architecture, etc..);
- être la plus ancienne congrégation de son type (dénomination).

## Mentionnées dans le Coran
Les lieux suivants sont considérés comme les plus anciennes mosquées ou sanctuaires mentionnés dans le Coran :
| Édifice                         | Image | Emplacement                   | Pays            | Première construction             | Remarques |
| ------------------------------- | ----- | ----------------------------- | --------------- | --------------------------------- | --- |
| Mosquée Al-Haram                |       | La Mecque                     | Arabie Saoudite | date inconnue, associée à Abraham | Al-Masjid al-Ḥarām, mentionné plusieurs fois dans le Coran, le sanctuaire le plus saint, contenant la Ka'bah, un site du Ḥajj (lieu du grand Pèlerinage), la Qibla (Direction des prières formelles des musulmans) et la première mosquée, en pensée islamique,. Reconstruite à plusieurs reprises, notamment en 1571 par les Ottomans, et à la fin du XXe siècle par les Saoudiens, nouvel élargissement en cours depuis 2010.                                                  |
| Mosquée al-Aqsa                 |       | Jérusalem (vieille ville)     | Palestine       | Date inconnue, associée à Abraham | Al-Masjid al-Aqṣá, l'ancienne Qiblah site de l'événement coranique significatif d'Al-Isra 'wal-Mi'raj, troisième site le plus sacré de l'Islam. Bien que se référant effectivement à l'ensemble de l'espace du mont du Temple (vu comme une seule mosquée) aujourd'hui, cependant, plus précisément la mosquée ou la salle de prière au dôme d'argent orienté face à La Mecque [autrement connue sous le nom de mosquée Al-Qibli (voir ci-dessous)] sur le côté sud du complexe. |
| Le Monument sacré de Mouzdalifa |       | Mouzdalifa, près de La Mecque | Arabie Saoudite | date inconnue                     | Al-Mashʿar Al-Ḥarām un site du Hajj,. |
| Mosquée de Quba                 |       | Médine                        | Arabie Saoudite | 622                               | La première mosquée construite par Mahomet au VIIe siècle de notre ère, peut-être mentionnée comme la «mosquée fondée sur la piété depuis le premier jour» dans le Coran.[réf. nécessaire] En grande partie reconstruite à la fin du XXe siècle. |

## Afrique
| Édifice                            | Image | Emplacement | Pays     | Première construction | Dénomination | Remarques |
| ---------------------------------- | ----- | ----------- | -------- | --------------------- | ------------ | --- |
| Mosquée des Compagnons de Massaoua |       | Massaoua    | Érythrée | 610                   |              | Considérée comme la première mosquée du continent africain et la première mosquée au monde, construite par les compagnons du prophète Mahomet au VIIe siècle. |
| Masjid al-Qiblatayn                |       | Zeilah      | Somalie  | 610-620               |              | Construite au VIIe siècle à Zeilah, peu après la hijrah ; connue pour être l'une des plus anciennes mosquées du monde. |
| Negash Āmedīn Mesgīd               |       | Negash      | Éthiopie | 620–630               |              | Construite au VIIe siècle à Negash, cette mosquée est considérée, par tradition, sépulture de plusieurs adeptes de Mahomet lesquels, de son vivant, ont fui vers le royaume d'Aksoum pour échapper aux persécutions à La Mecque. Récemment rénovée par TIKA, une organisation de coopération turque. |
| Korijib Masjid                     |       | Tadjoura    | Djibouti | 630–640               |              | Peut-être la plus ancienne mosquée du Djibouti. |
| Mosquée d'Amr ibn al-As            |       | Le Caire    | Égypte   | 641                   |              | Nommée d'après 'Amr ibn al-'As, commandant de la conquête musulmane de l’Égypte, par ordre du calife Omar. Construite comme le centre de Fostat (capitale nouvellement fondée de l'Égypte) en 637–642, et reconstruite en 1179 et en 1875.                                                           |
| Mosquée d'Ibn Touloun              |       | Le Caire    | Égypte   | 879                   |              | |
| Mosquée Al-Hakim                   |       | Le Caire    | Égypte   | 928                   |              | |
| Mosquée Al-Azhar                   |       | Le Caire    | Égypte   | 972                   | Sunnite      | |
| Mosquée Arba'a Rukun               |       | Mogadiscio  | Somalie  | 1268/9                | Sunnite      | |
| Mosquée Fakhr ad-Din               |       | Mogadiscio  | Somalie  | 1269                  | Sunnite      | Mosquée construite par le sultan Fakhr ad-Din du sultanat de Mogadiscio (Xe siècle-XVIe siècle). |

| Édifice                     | Image | Emplacement                                        | Pays    | Première construction | Dénomination | Remarques |
| --------------------------- | ----- | -------------------------------------------------- | ------- | --------------------- | ------------ | --- |
| Grande mosquée de Kairouan  |       | Kairouan                                           | Tunisie | 670                   | Sunnite      | Considérée comme la première mosquée du Maghreb, elle a été reconstruite au IXe siècle. |
| Mosquée Sidi Ghanem de Mila |       | Mila                                               | Algérie | 678                   | Sunnite      | La plus ancienne mosquée d'Algérie construite par Abu al-Mouhajir Dinar |
| Mosquée de Sidi Okba        |       | Sidi Okba                                          | Algérie | 686                   |              | |
| Mosquée Al-Zaytuna          |       | Tunis                                              | Tunisie | 709                   | Sunnite      | |
| Mosquée Tariq Ibn Ziyad     |       | Région de Chrafate, à environ 30 km de Chefchaouen | Maroc   | VIIIe siècle          |              | Peut-être la plus ancienne mosquée du Maroc, construite autour de l'an 704 (85 H). Admise au patrimoine national en 2019.                                                                                   |
| Grande mosquée de Sfax      |       | Sfax                                               | Tunisie | 850                   |              | |
| Grande mosquée de Sousse    |       | Sousse                                             | Tunisie | 851                   |              | |
| Mosquée al-Qarawiyyîn       |       | Fès                                                | Maroc   | 856-859,              |              | Inaugurée en 877 (selon une inscription). |
| Mosquée Ali Ben Youssef     |       | Marrakech                                          | Maroc   | 1121                  |              | Construction achevée entre 1121 et 1132. C'était la plus grande mosquée construite dans l'empire almoravide, avec une base rectangulaire de 120 mètres sur 80 et un minaret estimé à trente mètres de haut. |
| Mosquée Atiq, Awjila        |       | Awjila                                             | Libye   | 1101                  | Sunnite      | |

| Édifice                          | Image | Emplacement         | Pays                                       | Première construction        | Dénomination | Remarques |
| -------------------------------- | ----- | ------------------- | ------------------------------------------ | ---------------------------- | --- | --- |
| Mosquée de Shanga                |       | Shanga, île de Pate | Kenya                                      |                              | Fondation découverte, avec des pièces attestant des dates, lors des fouilles des années 1980. La plus ancienne preuve concrète de la présence des musulmans en Afrique de l'Est:97. | |
| Grande mosquée de Kilwa          |       | Kilwa Kisiwani      | Tanzanie                                   | 1 000 à 1 100                | | |
| Mosquée Kizimkazi                |       | Dimbani             | Tanzanie                                   | 1107 (selon une inscription) | | |
| Mosquée Tsingoni                 |       | Tsingoni, Mayotte   | France                                     | 1538                         | | |
| Mosquée Al-Fatah (Mosquée verte) |       | Kigali              | Rwanda (alors Afrique orientale allemande) | 1913                         | | Fondée par des musulmans tanzaniens de langue swahili qui sont venus au Rwanda pour travailler dans l'administration allemande. |

| Édifice                  | Image | Emplacement | Pays       | Première construction               | Dénomination                                                                                | Remarques |  |
| ------------------------ | ----- | ----------- | ---------- | ----------------------------------- | ------------------------------------------------------------------------------------------- | --------- |  |
| Mosquée de Larabanga     |       | Larabanga   | Ghana      | 1421                                | La plus ancienne mosquée en brique crue du Ghana.                                           |           |  |
| Grande Mosquée de Kano   | Kano  | Nigeria     | XVe siècle | Construite pour Emir Muhammad Rumfa |                                                                                             |           |  |
| Mosquée d'Agadez         |       | Agadez      | Niger      | 1515                                | La plus ancienne mosquée du Niger.                                                          |           |  |
| Grande Mosquée, Sokodé   |       | Sokodé      | Togo       | 1820                                |                                                                                             |           |  |
| Grande Mosquée de Djenné |       | Djenné      | Mali       | 1907                                | La mosquée de Djenné est inscrite depuis 1988 à la liste du patrimoine mondial de l’UNESCO. |           |  |

| Édifice                               | Image | Emplacement                             | Pays                              | Première construction   | Dénomination | Remarques |
| ------------------------------------- | ----- | --------------------------------------- | --------------------------------- | ----------------------- | ------------ | --- |
| Mosquée Auwal                         |       | Colonie du Cap                          | Afrique du Sud (puis Cape Colony) | 1798                    |              | |
| Masjid al-Qudama                      |       | Caledon Street, Uitenhage, Cap oriental | Afrique du Sud                    | 1849                    |              | Il est probable que la mosquée de Caledon Street était achevée en mars 1849                                                     |
| Mosquée de Grey street (Mosquée Juma) |       | Durban                                  | Afrique du Sud                    | 1881                    |              | |
| Soofie Masjid                         |       | Butha Buthe                             | Lesotho                           | 1900 (approximatif):115 |              | Fondée par Soofie Saheb au tournant du siècle ; la communauté est décrite comme africaine mais parlant une langue indienne:115. |
| Habibia Soofie Saheb Jamia Masjid     |       | Rylands, Le Cap                         | Afrique du Sud                    | 1905                    |              | |
| Mosquée de Lobatse                    |       | Lobatse                                 | Botswana                          | Années 1960             |              | Fondée par des musulmans indiens qui ont été amenés pendant la période coloniale britannique.                                   |
| Mosquée Ezulwini                      |       | Ezulwini, près de Mbabane               | Swaziland                         | 1978                    |              | |

## Amériques
| Édifice                      | Image | Emplacement         | Pays                                  | Première construction | Dénomination | Remarques |
| ---------------------------- | ----- | ------------------- | ------------------------------------- | --------------------- | ------------ | --- |
|                              |       | Wanica              | Suriname (alors colonie des Pays-Bas) | 1906                  |              | Construite par des riziculteurs javanais immigrés. |
| Mesquita Brasil (São Paulo), |       | São Paulo           | Brésil                                | 1929                  |              | Ancien site construit en 1929 ; bâtiment actuel inauguré en 1952. Première mosquée connue au Brésil. |
|                              |       |                     | Panama                                | 1930                  | Ahmadiyya    | |
|                              |       | El Paraíso, Caracas | Venezuela                             | 1968                  |              | |
| Mosquée At-Tawhid            |       | Buenos Aires        | Argentine                             | 1983                  | chi'ite      | Ouverte en octobre 1983 par la communauté chiite de Buenos Aires, avec le soutien de l'ambassade de la république islamique d'Iran en Argentine. C'est un bâtiment très simple avec un style islamique subtil sur sa façade. |
| Mezquita as-Salam            |       | Santiago            | Chili                                 | 1995                  |              | Mise en service en 1989, inaugurée en 1995. |

| Édifice                                    | Image | Emplacement                  | Pays       | Première construction | Dénomination | Remarques |
| ------------------------------------------ | ----- | ---------------------------- | ---------- | --------------------- | ------------ | --- |
| Mosquée Al-Sadiq                           |       | Chicago, Illinois            | États-Unis | 1922                  | Ahmadiyya    | La plus ancienne mosquée des Amériques. |
| Mother Mosque of America (Temple musulman) |       | Cedar Rapids, Iowa           | États-Unis | 1934                  |              | La plus ancienne mosquée construite à cet effet aux États-Unis |
| Mosquée Al-Rashid                          |       | Edmonton, Alberta            | Canada     | 1938                  |              | Première mosquée spécialement construite au Canada. |
|                                            |       | Westmoreland et Spanish Town | Jamaïque   | Années 1950           |              | Construite par la Société islamique de la Jamaïque, fondée en 1950.                                                                                                   |
| Mosquée de Bridgetown                      |       | Bridgetown                   | Barbade    | 1957                  |              | Première mosquée spécialement construite à la Barbade. |
| Mosquée Omar Bin al-Khattâb                |       | Willemstad                   | Curacao    | 1965                  |              | |
|                                            |       |                              | Haïti      | 1985                  |              | Résidence privée convertie. |
| Mosquée Suraya                             |       | Torreón                      | Mexique    | 1989                  | chi'ite      | Construite par des immigrants du Moyen-Orient vivant à Torreón. |
| Mosquée Omar                               |       | San José                     | Costa Rica | 1995                  | Sunnite      | Fondée par l'Association culturelle islamique du Costa Rica. |
|                                            |       | Belize City                  | Belize     | 2008 (approximatif)   |              | Fondée par des Béliziens qui se sont convertis à l'islam aux États-Unis.                                                                                              |
| Boukman Bouhara                            |       | Cap-Haïtien                  | Haïti      | 2016                  |              | Première mosquée construite à cet effet en Haïti. Comprend un minaret. Construite par la Fondation Diyanet de Turquie après le tremblement de terre de 2010 en Haïti. |

## Eurasie
L '« Eurasie » n'est pas traitée ici comme une masse continentale, mais comme une combinaison de pays européens et asiatiques, y compris des États insulaires comme le Japon et le Royaume-Uni.
| Édifice                 | Image | Emplacement    | Pays                | Première construction            | Dénomination | Remarques |
| ----------------------- | ----- | -------------- | ------------------- | -------------------------------- | ------------ | --- |
| Al-Masjid al-Nabawi     |       | Médine         | Arabie Saoudite     | 622                              |              | Deuxième site le plus sacré de l'Islam (après la mosquée Al-Haram de La Mecque) et la mosquée de Mahomet, qui abrite sa tombe dans ce qui était initialement sa maison et celle de sa femme Aïcha. En grande partie reconstruit et considérablement agrandi à la fin du XXe siècle, tout en conservant en son cœur la construction antérieure des Ottomans et un dôme vert emblématique au sommet du mausolée du Prophète. |
| Masjid al-Qiblatain     |       | Médine         | Arabie Saoudite     | 623                              |              | Mosquée à l'origine avec deux murs de Qibla : un face à Jérusalem, la première Qibla et un autre face à La Mecque |
| Mosquée Jawatha         |       | Al-Kilabiyah   | Arabie Saoudite     | 629/639                          |              | A été récemment rénovée[réf. nécessaire] et les prières sont toujours conduites dans cette mosquée. |
| Grande mosquée de Sanaa |       | Sanaa          | Yémen               | VIIe siècle                      |              | Peut-être la plus ancienne mosquée du pays. |
| Mosquée Al-Asha'ir      |       | Zabid          | Yémen               | 629                              |              | Une partie de la ville historique de Zabid, site du patrimoine mondial de l'UNESCO. Fondée par Abu Moussa al-Ash'ari, un sahabi. |
| Masjid Mazin            |       | Samail         | Oman                | Au cours du VIIe siècle          |              | Fondée par Mazin Ben Ghadooba, qui est considéré comme le premier Omanais à adopter l'islam du vivant de Mahomet. |
| Mosquée Al-Hadi         |       | Sa'dah         | Yémen               | 897                              |              | |
| Mosquée Khamis          |       | Khamis, Manama | Bahreïn             | 1 000 à 1 200 (environ)          |              | Bien que la majeure partie de la structure soit datée du XIe ou XIIe siècle, on pense qu'elle a été fondée par le calife Omar. |
| Mosquée à Al-Ain        |       | Al Ain         | Émirats Arabes Unis | Années 1000 (âge d'or islamique) |              | Peut-être la plus ancienne mosquée du pays,. |
| Mosquée Al Badiyah      |       | Fujairah       | Émirats Arabes Unis | 1400s                            |              | Des estimations beaucoup plus anciennes ont été proposées. |

| Édifice                  | Image | Emplacement                            | Pays   | Première construction | Dénomination | Remarques |
| ------------------------ | ----- | -------------------------------------- | ------ | --------------------- | ------------ | --- |
| Mosquée Huaisheng        |       | Guangzhou                              | Chine  | 627                   |              | La mosquée Huaisheng est la principale mosquée de Guangzhou. Elle a été reconstruite à plusieurs reprises au cours de son histoire. Selon la tradition, elle a été construite il y a plus de 1300 ans en 627 EC par Sa`d ibn Abi Waqqas, qui était un oncle du prophète Mahomet, et a été nommée en mémoire de Mahomet. |
| Mosquée Xianxian         |       | Ville de Guangzhou                     | Chine  | 629                   |              | La mosquée a été construite à l'origine en 629 sous la dynastie Tang. |
| Grande mosquée de Xi'an  |       | Xi'an, Shaanxi                         | Chine  | 742                   |              | Bien que les pierres les plus anciennes datent du XVIIIe siècle la mosquée a été fondée en 742 Construite en 742, mais la plus ancienne mosquée en Chine est la mosquée Beacon Tower de Guangzhou en cours de construction en 627,                                                                                      |
| Mosquée de Macao         |       | Macao (alors Macao portugaise)         | Chine  | 1980                  |              | La première et la seule mosquée de Macao. |
| Grande mosquée de Taipei |       | Taipei                                 | Taïwan | 1947                  |              | La plus ancienne et la plus célèbre mosquée de Taïwan. Le bâtiment d'origine a été utilisé pour la première fois en 1947, puis transféré sur un nouveau site où il a été reconstruit en 1960. |
| Mosquée de Kaohsiung     |       | Taipei                                 | Taïwan | 1949                  |              | La deuxième plus ancienne mosquée de Taïwan. Le bâtiment d'origine a été construit en 1949, puis déplacé vers un nouvel emplacement où le deuxième bâtiment a été construit en 1951, et le troisième et dernier bâtiment construit en 1992.                                                                             |
| Mosquée Jamia            |       | Hong Kong (puis Hong Kong britannique) | Chine  | 1890                  |              | |

| Édifice                      | Image | Emplacement                                        | Pays        | Première construction        | Dénomination            | Notes |
| ---------------------------- | ----- | -------------------------------------------------- | ----------- | ---------------------------- | ----------------------- | --- |
| Mosquée Barwada              |       | Ghogha, Gujarat                                    | Inde        | Avant 623                    |                         | Construite par des traders arabes à l'ancien port de Ghogha, district de Bhavnagar dans l'État du Gujarat. La qibla (direction de La Mecque lors de la prière) de la mosquée est orientée vers Jérusalem. La moquée fut abandonnée par les fidèles après le changement de qibla vers La Mecque en 623 et qu'une autre mosquée construite à la même période,. |
| Mosquée Cheraman Juma        |       | Cranganore                                         | Inde        | 629                          |                         | Construite par Malik bin Dinar, compagnon du prophète, sur l'ordre de Cheraman Perumal roi d'une région équivalente au Kerala actuel, c'est la plus ancienne mosquée du Sous-continent indien. |
| Mosquée sans nom de Ramjapur |       | Lalmonirhat, Rangpur                               | Bangladesh  | Durant la vie du Prophète    | Sunni                   | Il est possible que les fouilles en cours au nord du Bangladesh mettent au jour la plus ancienne mosquée d'Asie du Sud, indiquant la présence de musulmans dans cette région quelques années après l'émigration (hégire) du prophète Mahomet. |
| Palaiya Jumma Palli          |       | Kilakarai                                          | Inde        | 630                          | Sunni                   | Considérée la plus ancienne mosquée construite au Tamil Nadu, et la seconde plus ancienne en Inde. Construite par des commerçants yéménites et des chefs de comptoirs du royaume de Pandiya et financée par Bazan ibn Sasan, gouverneur du Yémen au temps de Mahomet.                                                                                        |
| Masjid Al-Abrar              |       | Beruwala, Kalutara (district), Province de l'Ouest | Sri Lanka   | Premier siècle de l'hégire   |                         | La date de construction a été gravée sur les piliers en pierre. La mosquée est située dans la province de l'Ouest du Sri Lanka. |
| Haji Piyada                  |       | Balkh                                              | Afghanistan | Seconde moitié du IXe siècle |                         | Considérée la plus ancienne construction islamique d'Afghanistan. |
| Mosquée Jamia, Banbhore      |       | Banbhore, Sindh                                    | Pakistan    | 727                          |                         | C'est la plus ancienne mosquée du Pakistan située à Bhambore,. |
| Grande Mosquée Kazimar       |       | Madurai                                            | Inde        | 1284                         | Sunni, Hanafi, Chadhili | Première mosquée de Madurai. |
| Mosquée Chaqchan             |       | Khaplu, Gilgit Baltistan                           | Pakistan    | 1370                         |                         | C'est la plus ancienne mosquée du Gilgit-Baltistan située à Khaplu,. |
| Mosquée aux soixante dômes   |       | Bagerhat                                           | Bangladesh  | 1450                         |                         | Construite par Khan Jahan Ali, elle est considérée la deuxième plus ancienne mosquée du Bangladesh. La structure fortifiée contient quatre-vingt-un dômes, soixante piliers en pierre et onze mihrabs. |
| Mosquée Neevin               |       | Lahore                                             | Pakistan    | 1460                         |                         | |

| Édifice                             | Image | Emplacement                     | Pays                             | Première construction | Dénomination | Remarques |  |
| ----------------------------------- | ----- | ------------------------------- | -------------------------------- | --------------------- | ------------ | --- |  |
| Mosquée Al-Qibli (al-Jami' al-Aqsa) |       | Jérusalem (vieille ville)       | Palestine (contestée par Israël) | 637                   |              | Une salle de prière musulmane avec un dôme en plomb de couleur argent, située dans la partie sud de la mosquée Al-Aqsa (Mont du Temple), construite par le calife Omar ibn al-Khattâb. |  |
| Mosquée Al-Shuaibiyah               |       | Alep                            | Syrie                            | 637                   |              | |  |
| Mosquée Ibrahimi                    |       | Hébron                          | Palestine                        | 637.                  |              | |  |
| Grande mosquée d'Alep               |       | Alep                            | Syrie                            | 715                   |              | |  |
| Mosquée des Omeyyades               |       | Damas                           | Syrie                            | 715                   | Sunnite      | Mosquée nationale de Syrie. Elle a été établie à l'origine après la conquête musulmane de la ville en 634. La structure actuelle date de 715.                                          |  |
| Mosquée blanche                     |       | Ramla                           | Israël                           | 720                   |              | |  |
| Mosquée Al-Omari                    |       | Bosra                           | Syrie                            | 721                   |              | |  |
| Grande mosquée de Raqqa             |       | Raqqa                           | Syrie                            | 772                   |              | |  |
| Mosquée [du quartier arabe] Ahmet   |       | Quartier arabe Ahmet de Nicosie | Chypre                           | Fin du XVIe siècle    |              | La mosquée porte le nom d'un commandant de l'armée ottomane qui fit une expédition en 1571,.                                                                                           |  |

| Édifice                                 | Image | Emplacement      | Pays    | Première construction  | Denomination         | Notes |
| --------------------------------------- | ----- | ---------------- | ------- | ---------------------- | -------------------- | --- |
| Mosquée Ayasofya (Sainte-Sophie)        |       | Istanbul         | Turquie | 1453 (537)             |                      | À l'origine (en 537) c'était une cathédrale grecque orthodoxe, convertie en mosquée en 1453, puis en musée en 1931. En juillet 2020, elle a été encore une fois convertie en mosquée à la suite de l'arrêt d'une court turque.                                        |
| Grande mosquée de Koufa                 |       | Koufa            | Irak    | 639                    | Chiite               | La mosquée, établie au VIIe siècle, contient les restes de Moslim ibn Aqeel – cousin de Hussein ibn Ali, son compagnon Hani ibn Urwa, et le révolutionnaire Mukhtar al-Thaqafi.                                                                                       |
| Mausolée de l'imam Hussein              |       | Karbala          | Irak    | 680                    | Chiite               | Reconstruite à de nombreuses reprises, y compris en 1016. |
| Mosquée de Ferdows                      |       | Ferdows          | Iran    | VIIe siècle (supposée) |                      | |
| Mosqée al-Hisn                          |       | Mopsueste, Adana | Turquie | 717-720                |                      | Construite par le calife omeyyade Umar II, dans le cadre de son effort de conversion de la ville en une base militaire protégeant Antioche d'une potentielle attaque grecque. L'édifice est tombé en ruines durant le règne d'Al-Mu'tasim, environ 120 ans plus tard. |
| Grande mosquée d'Ispahan                |       | Ispahan          | Iran    | 771                    |                      | |
| Grande mosquée de Fahraj                |       | Fahraj           | Iran    | 700s                   |                      | |
| Mosquée Tarikhaneh                      |       | Damghan          | Iran    | VIIIe siècle           |                      | |
| Grande mosquée de Samarra               |       | Samarra          | Irak    | 848                    |                      | |
| Mosquée Al-Askari                       |       | Samarra          | Irak    | 944                    | Chiite (Duodécimain) | Mausolée des 10e et 11e imams des chiites duodécimains: Ali al-Hadi et Hasan al-Askari. |
| Mausolée de l'imam Ali                  |       | Najaf            | Irak    | 977                    | Chiite, Sunnite      | Abrite le tombeau d'Ali ibn Abi Talib, cousin du prophète Mohammed et quatrième calife, premier imam de la doctrine chiite (Imamat). |
| Grande mosquée de Diyarbakır            |       | Diyarbakır       | Turquie | 1092                   | Sunnite              | Une des plus anciennes mosquées connues en Turquie. |
| Mosquée Yivliminare (mosquée Alaeddine) |       | Antalya          | Turquie | 1230                   |                      | |
| Mosquée Aslanhane                       |       | Ankara           | Turquie | 1290                   |                      | |

| Édifice                   | Image | Emplacement | Pays        | Première construction | Dénomination | Remarques |
| ------------------------- | ----- | ----------- | ----------- | --------------------- | ------------ | --- |
| Po-i-Kalyan Minaret Kalon |       | Boukhara    | Ouzbékistan | 713                   |              | Depuis 713, plusieurs édifices de la mosquée principale ont été construits puis rasés, restaurés après les incendies et les guerres, ou déplacés d'un endroit à l'autre. |

| Édifice                | Image | Emplacement | Pays        | Première construction   | Dénomination | Remarques |
| ---------------------- | ----- | ----------- | ----------- | ----------------------- | ------------ | --- |
| Mosquée Juma           |       | Shamakhi    | Azerbaïdjan | 743-744                 |              | Construite en 743–744, incendiée par des unités arméniennes du «Dashnaktsutiun» en 1918, reconstruite en 2009. |
| Mosquée Bleue d'Erevan |       | Erevan      | Arménie     | Milieu du XVIIIe siècle |              | |

| Édifice                                               | Image | Emplacement                  | Country                              | Première construction | Dénomination | Notes |
| ----------------------------------------------------- | ----- | ---------------------------- | ------------------------------------ | --- | ------------ | --- |
| Grande Mosquée de Cordoue (Mezquita)                  |       | Cordoue, Andalousie          | Espagne (alors Émirat de Cordoue)    | 785 |              | Établie au dessus de la principale église (wisigothe) de la ville après que le site fut divisé et partagé entre musulmans et chrétiens pendant environ soixante-dix ans. La grande mosquée a été initiée en 785 par Abd al-Rahman Ier, le premier souverain arabo-musulman d'Espagne, puis des extensions successives y ont été conduites aux IXe et Xe siècles et terminée au Xe siècle sous Almanzor. Après la reconquête chrétienne de Cordoue en 1236, Ferdinand III de Castille convertit la mosquée en cathédrale, appelée par les locaux Mezquita et sous son nom officiel de cathédrale Notre-Dame de l'Assomption. Avec ses 23 400 m2, c'était à l'époque la deuxième plus grande mosquée au monde en superficie, après la grande mosquée de La Mecque, seulement remplacée plus tard dans ce classement par la Mosquée bleue d'Istanbul en 1588.                                                     |
| Mosquée royale à l'intérieur du palais de l'Aljaferia |       | Saragosse, Aragon            | Espagne (alors Califat de Cordoue)   | 1046 |              | Petite mosquée pour le roi et ses courtisans à l'intérieur de l'Aljafería. On y accède par un portail qui se termine par un arc en fer à cheval inspiré de la mosquée de Cordoue mais avec des ressorts en forme de S, une nouveauté qui sera imitée par les styles almoravide et Nasride. La façade du mihrab est conformée par un arc en fer à cheval traditionnel. L'arche du portail, encadrée sur un côté par un alfiz, sur lequel deux rosaces en miroir sont encastrées dans des triangles courbes, comme dans le dôme à l'intérieur du mihrab. In 2001, les structures originales de l'Aljafería ont été inscrites à l'architecture mudéjare d'Aragon, un style admis au Patrimoine mondial. |
| Mosquée de Madinat al-Zahra                           |       | Cordoue, Andalousie          | Espagne (alors Califat de Cordoue)   | 940 |              | La mosquée Aljama de Madinat al-Zahra, une vaste cité-palais construite par Abd al-Rahman III (912–961). Le complexe, en marbre et orné de bijoux, a été pillé et détruit d'abord par les musulmans, puis par les chrétiens, quand la guerre civile mit fin au Califat de Cordoue. Le site est inscrit au patrimoine mondial de l'UNESCO depuis 2018. |
| Mosquée Cristo de la Luz                              |       | Tolède, Castille-La Manche   | Espagne (alors Califat de Cordoue)   | 999 (completed) |              | Construit en 999 à Tolède, ce bâtiment est d'une rare exception puisqu'il se trouve pratiquement dans le même état qu'il avait à l'origine, d'une petite structure de forme carrée. Les dimensions sont d'environ 8 m × 8 m. Quatre colonnes coiffées de chapiteaux wisigoths divisent l'intérieur en neuf compartiments. Chacune des baies est recouverte d'une voûte avec un design distinctif unique en soi. Certains designs sont plus rectilignes tandis que d'autres embrassent les formes courbes de la voûte. Chaque élément représente une partie de la culture et de la tradition de l'art islamique. L'influence du califat de Cordoue est visible sur les styles de maçonnerie de la façade du bâtiment, ressemblant à ceux de la mosquée–cathédrale de Cordoue. Cette dernière, avec la mosquée Cristo de la Luz, sont les plus vieux exemples de la culture islamique encore visible en Espagne. |
| Mosquée de las Tornerías                              |       | Tolède, Castille-La Mancha   | Espagne (alors la taïfa de Tolède)   | Construction terminée au milieu du IXe siècle |              | en arabe : الـمـسـتـمـيـم construite au milieu du XIe siècle sur des fondations d'architecture romaine, située dans l'ancien quartier musulman Arrabal de Francos. Le bâtiment continuait d'entretenir la pratique de la foi musulmane en Espagne longtemps après la Reconquista de la ville par les armées chrétiennes du roi Alphonse VI de León (et de Castille) en 1085, jusqu'à la période 1498–1505, quand le site fut désacralisé par les monarques catholiques. |
| Ribat d'Arrifana (site archaeologique)                |       | Aljezur, Algarve             | Portugal (alors empire almoravide)   | 1130 |              | Probablement construite par Abu-l-Qasim Ahmad ibn al-Husayn ibn Qasi, gouverneur de Silves et chef rebelle contre les Almoravides. Ce sont les seules ruines d'une telle forteresse musulmane à être identifiées au Portugal, les excavations des archéologues portugais se poursuivent depuis 2001. |
| Eglise de Nossa Senhora da Anunciação                 |       | Mértola, Alentejo            | Portugal (alors califat almohade)    | Deuxième moitié du XIIe siècle |              | Unique vestige le plus identifiable d'une ancienne mosquée au Portugal, présentant un mélange de styles architecturaux almohades et manuelins post-gothiques. Reconstruite dans la seconde moitié du XIIe siècle avec certains éléments datant du IXe siècle. |
| Giralda                                               |       | Seville, Andalousie          | Espagne (alors califat almohade)     | 1248 |              | Seul le minaret subsiste. La mosquée était de taille comparable à celle de la Grande mosquée de Cordoue, détruite par un tremblement de terre en 1365. Le minaret a été utilisé pour une tour d'église construite en hauteur au XVIe siècle. |
| Église de São Clemente                                |       | Tavira, Algarve              | Portugal (alors Royaume de Portugal) | Deuxième moitié du XIIIe siècle |              | Seuls subsistent des fragments du minaret original, incorporé à la tour du clocher. II mesure 22,7 mètres de haut et 4,2 mètres de largeur. À côté se trouve un vieux cimetière musulman du Jardim dos Amuados. |
| Mosquée de Tórtoles                                   |       | Tarazona, Aragon             | Espagne (alors Couronne d'Aragon)    | Terminée au XVe siècle |              | Pratiquement inaltérée au cours des siècles suivants. |
| Minaret de San Sebastian (Alminar de San Sebastian)   |       | Ronda, Andalousie            | Espagne (alors empire almohade)      | Seul le minaret de la mosquée de taille moyenne du quartier de la Plaza Abul Beka a survécu. Le minaret a été agrandi et utilisé comme clocher. La mosquée a été convertie en église puis détruite au XVIIe siècle lors de la révolte des Morisques. Ronda était une ville musulmane pendant 700 ans. La cité abritait 7 ou 8 mosquées, aucune ne subsiste aujourd'hui. |              | |
| Alminar de San Juan (Minaret de San Juan)             |       | Centre historique de Cordoue | Espagne                              | Xe-XIe siècles |              | |

| Édifice        | Image | Emplacement                                            | Première construction  | Dénomination | Remarques |
| -------------- | ----- | ------------------------------------------------------ | ---------------------- | ------------ | --------- |
| Mosquée Dzhuma |       | Derbent, Daghestan (alors partie du califat abbasside) | 700-900 (approximatif) |              |           |

| Édifice                                            | Image | Emplacement                              | Country                                     | Première construction               | Dénomination | Notes |  |
| -------------------------------------------------- | ----- | ---------------------------------------- | ------------------------------------------- | ----------------------------------- | ------------ | --- |  |
| Mosquée Al-Agha                                    |       | Dragaš                                   | Kosovo                                      | 1268                                |              | Construite par des musulmans originaires d'Alep. De nos jours, la mosquée est en ruines. |  |
| Mosquée Dzhumaya                                   |       | Plovdiv                                  | Bulgarie                                    | 1363–1364                           |              | Construite sous le règne du sultan Mourad II, la vieille mosquée a été démolie et remplacée par la mosquée moderne.                                                                           |  |
| Mosquée des Marins (ou mosquée Mornarska) d'Ulcinj |       | Ulcinj                                   | Montenegro                                  | XIVe siècle                         |              | |  |
| Mosquée Halit Efendi                               |       | Slupčane, Lipkovo                        | Macédoine du Nord                           | 1415                                |              | Considérée comme la plus ancienne mosquée de Macédoine du Nord. Cependant, à la suite des nombreux travaux de rénovation, le bâtiment a été tellement altéré qu'il a perdu son état originel. |  |
| Mosquée Turhan Emin-Beg                            |       | Ustikolina                               | Bosnia and Herzegovina                      | 1448–1449                           |              | Construite par Turhan Emin-beg. Connue pour avoir été deux fois détruite (1941 puis en 1992) et deux fois reconstruite (1956 et 2007).                                                        |  |
| Fatih Mosque, Elbasan                              |       | Elbasan Castle                           | Albanie                                     | 1466                                |              | Construite sur l'ordre du sultan Mehmed II. |  |
| Ancienne mosquée de Plav (Mosquée impériale)       |       | Plav                                     | Montenegro                                  | 1471                                |              | Construite durant la période de domination ottomane. |  |
| Mosquée Iljaz Bey Mirahor                          |       | Korçë                                    | Albanie                                     | 1494                                |              | Construite par Iljaz Hoxha, connu aussi comme Iljaz Bey Mirahor, c'est un monument culturel d'Albanie.                                                                                        |  |
| Mosquée Saraç                                      |       | Prizren                                  | Kosovo                                      | 1534                                |              | |  |
| Mosquée de Ali Efendi (ou Ali Hoxha)               |       | Prizren                                  | Kosovo                                      | 1543–1581                           |              | |  |
| Mosquée Esmahan Sultan                             |       | Mangalia                                 | Roumanie                                    | 1575                                |              | Plus ancienne mosquée de Roumanie |  |
|                                                    |       |                                          | Pologne                                     | 1558 (plus ancienne mention écrite) |              | Les mosquées tatars en Pologne sont mentionnées dans l'ouvrage Risale-i Tatar-i Lech (1558).                                                                                                  |  |
|                                                    |       |                                          | Lituanie (alors le grand-duché de Lituanie) | 1500–1600                           |              | Divers sources indiquent que des Tatars lituaniens avaient construit des mosquées dans le duché durant le XVIe siècle                                                                         |  |
| Log pod Mangartom Mosque                           |       | Log pod Mangartom, Municipalité de Bovec | Slovénie (alors l'Autriche-Hongrie)         | 1916                                |              | Construite par des soldats bosniaques de l'Armée de terre austro-hongroise. |  |
| Mosquée de Gunja                                   |       | Gunja                                    | Croatie                                     | 1969                                |              | La première et l'une des rares mosquées de Croatie, située près de la frontière avec la Bosnie-Herzegovine.                                                                                   |  |
| Centre islamique de Vienne                         |       | Vienne                                   | Autriche                                    | 1979                                |              | |  |
| Mosquée de Brno                                    |       | Brno                                     | République Tchèque                          | 1998                                |              | Construction initiée en 1996, inaugurée en 1998. |  |

| Édifice                        | Image | Emplacement                                    | Pays        | Première construction | Dénomination | Remarques |
| ------------------------------ | ----- | ---------------------------------------------- | ----------- | --------------------- | ------------ | --- |
| Mosquée Sheikh Karimal Makhdum |       | Tubig Indangan, île de Simunul, Bangsamoro     | Philippines | 1380                  |              | Fondée par Makhdum Karim, qui a introduit l'islam aux Philippines. C'est la plus ancienne mosquée d'Asie du Sud-Est. |
| Ancienne mosquée de Wapauwe    |       | Kaitetu, régence centrale des Moluques, Maluku | Indonésie   | 1414                  |              | La plus ancienne mosquée d'Indonésie.                                                                                |
| Mosquée Ampel                  |       | Ampel, Surabaya, Java oriental                 | Indonésie   | 1421                  |              | La plus ancienne mosquée de Java et la deuxième plus ancienne d'Indonésie.                                           |
| Masjid Sultan Sharif Ali       |       | Brunei                                         | Brunei      | 1430 (approximatif)   |              | Construite sous la direction de Sharif Ali ("Sultan Berkat"), qui régna de 1425 à 1432.                              |
| Grande Mosquée de Demak        |       | Demak, Java central                            | Indonésie   | XVe siècle            |              | La plus ancienne mosquée de Java central et la deuxième plus ancienne de Java.                                       |
| Mosquée al-Hussein             |       | Narathiwat                                     | Thaïlande   | XVIIe siècle          |              | C'est au minimum l'une des plus anciennes mosquées connues de Thaïlande.                                             |
| Masjid Omar Kampong Melaka     |       | Zone centrale                                  | Singapour   | 1820                  |              | À l'origine une structure en bois construite par le marchand arabe Syed Omar Ali Aljunied.                           |

| Édifice                                   | Image | Emplacement           | Pays        | Première construction | Dénomination                   | Remarques |
| ----------------------------------------- | ----- | --------------------- | ----------- | --------------------- | ------------------------------ | --- |
| Mosquée de Liverpool et Institut musulman |       | Liverpool, Angleterre | Royaume-Uni | 1891                  | Institut musulman de Liverpool | Plusieurs sources affirment qu'une mosquée a été fondée en 1860 au 2 Glynrhondda Street, Cardiff, Pays de Galles. Cela a été rejeté par un article universitaire comme une erreur de transcription. |
| Mosquée et centre islamique de Dublin     |       | Dublin                | Irlande     | 1976                  |                                | La première mosquée spécialement construite a été établie à Ballyhaunis en 1987.[réf. nécessaire]                                                                                                   |

| Édifice                                                 | Image | Emplacement                               | Pays      | Première construction | Dénomination | Remarques |
| ------------------------------------------------------- | ----- | ----------------------------------------- | --------- | --------------------- | ------------ | --- |
| Grande Mosquée de Paris                                 |       | Paris (première en France métropolitaine) | France    | 1926                  |              | Cette mosquée fut la première mosquée construite en France depuis le VIIIe siècle ; elle a été construite dans une architecture néo hispano-mauresque et a honoré les vétérans français musulmans de la Première Guerre mondiale                                      |
| Mosquée de Wünsdorf                                     |       | Wünsdorf, Berlin                          | Allemagne | 1915                  |              | Érigée en 1915 par l'administration de l'armée impériale allemande pour les prisonniers de guerre alliés musulmans dans le camp de prisonniers de guerre de Wünsdorf, plus tard utilisée comme camp de réfugiés. Démolie vers 1925-26 en raison du manque de fidèles. |
| Mosquée Mobarak                                         |       | La Haye                                   | Pays-Bas  | 1955                  |              | La première mosquée construite à cet effet aux Pays-Bas. |
| Centre Islamique de Genève ("Petite Mosquée" de Genève) |       | Genève                                    | Suisse    | 1961                  |              | Fondée par Said Ramadan |

| Édifice                   | Image | Emplacement | Pays         | Première construction | Dénomination | Remarques |
| ------------------------- | ----- | ----------- | ------------ | --------------------- | ------------ | --- |
| Mosquée de Kobe           |       | Kobe        | Japon        | 1935                  |              | Conçu dans le style turc par un architecte tchèque, confisqué par la marine impériale japonaise en 1943, puis retourné. |
| Mosquée centrale de Séoul |       | Séoul       | Corée du Sud | 1976                  |              | |

| Édifice                              | Image | Emplacement                                 | Pays     | Première construction | Dénomination | Remarques |
| ------------------------------------ | ----- | ------------------------------------------- | -------- | --------------------- | ------------ | --- |
| Mosquée Järvenpää                    |       | Järvenpää, à 30 km de la capitale, Helsinki | Finlande | 1942                  |              | Une mosquée de la communauté des Tatars finlandais. Elle est considérée comme la plus ancienne mosquée des pays nordiques. Le premier cimetière musulman de Finlande a été établi dans les années 1830 pour les troupes russes.                 |
|                                      |       | Hvidovre, dans les faubourgs de Copenhague  | Danemark | 1967                  |              | Fondé par l'Ahmadiyya ; première mosquée spécialement construite dans un pays nordique. |
| Centre culturel islamique de Norvège |       | Oslo                                        | Norvège  | 1974                  |              | Fondée par des Pakistanais-Norvégiens aidés par des musulmans danois; de l’école sunnite déobandi. La première mosquée chiite, Anjuman-e Hussain, a ouvert ses portes en 1975; la première mosquée sunnite Barelvi a ouvert ses portes en 1976. |
| Mosquée Nasir,                       |       | Göteborg                                    | Suède    | 1976                  |              | |
|                                      |       | Stockholm                                   | Suède    | 2000                  |              | Converti de Katarinastation, une ancienne centrale électrique. |
| Mosquée de Reykjavík                 |       | Reykjavik                                   | Islande  | 2002                  |              | Pas une mosquée construite à cet effet, mais sert de site de rassemblement provisoire. |

## Océanie
| Édifice                     | Image | Emplacement              | Pays             | Première construction  | Dénomination | Remarques |
| --------------------------- | ----- | ------------------------ | ---------------- | ---------------------- | ------------ | --- |
| Mosquée de Marree           |       | Marree, Australie du Sud | Australie        | 1861 / 1882            |              | Une petite structure dans le désert du sud de l'Australie, construite par les chameliers " afghans " d'Australie, a été restaurée. |
| Mosquée centrale d'Adélaïde |       | Adélaïde                 | Australie        | 1888                   |              | La plus ancienne mosquée d'une grande agglomération du continent australien.                                                       |
| Mosquée Ponsonby            |       | Auckland                 | Nouvelle-Zélande | 1979 (première pierre) |              | Pierre angulaire posée en 1979; le premier centre islamique du pays a été installé dans une maison d'Auckland achetée en 1959      |

| Édifice                        | Image | Emplacement                                                      | Pays                      | Première construction | Dénomination | Remarques                                                                                                  |
| ------------------------------ | ----- | ---------------------------------------------------------------- | ------------------------- | --------------------- | ------------ | --- |
| Mosquée Hidayatullah de Sanoek |       | Sanoek, South Waigeo, Raja Ampat Regency, Papouasie du Sud-Ouest | Indonésie                 | 1505 (approximatif)   |              | La plus ancienne mosquée d'Océanie                                                                         |
|                                |       | Vitogo, Nausori et Tavua                                         | Fidji                     | 1922 (approximatif)   |              | Un certain nombre de mosquées en bois ont été construites par les assemblées islamiques locales vers 1922. |
|                                |       | Port Moresby                                                     | Papouasie Nouvelle Guinée | 2000                  |              | L'islam a été introduit sur l'île dans les années 1970, et le premier centre islamique établi en 1988.     |